# Melissa Bonny
Melissa Bonny (Montreux, 1993. január 23. –) svájci heavy metal énekesnő és dalszerző. Az Ad Infinitum és a The Dark Side Of The Moon nevezetű zenekarok alapítója és énekesnője. Tagja volt az Evenmore és Rage of Light nevű együtteseknek is - utóbbival egy középlemezt és egy nagylemezt adott ki. Pályafutását 2012-ben kezdte. Hangja mezzoszoprán.

## Diszkográfia

### Evenmore
- The Beginning (EP, 2014)
- Last Ride (2016)

### Rage of Light
- Chasing a Reflection (EP, 2016)
- Imploder (2019)

### Ad Infinitum
- Chapter I: Monarchy (2020)
- Chapter II: Legacy (2021)
- Chapter III: Downfall (2023)

### The Dark Side Of The Moon
- "Metamorphosis" (2023)